# Wayde van Niekerk
Wayde van Niekerk (ur. 15 lipca 1992 w Kapsztadzie) – południowoafrykański lekkoatleta specjalizujący się w biegach sprinterskich.
W 2010 zajął 4. miejsce w biegu na 200 metrów podczas mistrzostw świata juniorów w Moncton. Brązowy medalista uniwersjady w sztafecie 4 × 400 metrów (2013). W tym samym roku startował na mistrzostwach świata w Moskwie, nie awansując do półfinału biegu na 400 metrów. Srebrny medalista igrzysk Wspólnoty Narodów w Glasgow oraz mistrzostw Afryki (2014). Złoty medalista mistrzostw świata w Pekinie w 2015 roku. Rok później zdobył dwa złota mistrzostw Afryki oraz został w Rio de Janeiro mistrzem olimpijskim na dystansie 400 metrów ustanawiając rekord świata wynikiem 43,03. Rok później podczas mistrzostw świata w Londynie obronił złoto w biegu na 400 metrów oraz sięgnął po srebro na dwa razy krótszym dystansie.
Złoty medalista mistrzostw RPA.
Jest pierwszym w historii sprinterem, który przebiegł 400 m w czasie poniżej 44 sekund, 200 metrów poniżej 20 sekund oraz 100 metrów poniżej 10 sekund.

## Igrzyska olimpijskie
| Miejsce | Dzień       | Rok  | Miejscowość    | Konkurencja   | Czas biegu | Strata | Zwycięzca       |
| ------- | ----------- | ---- | -------------- | ------------- | ---------- | ------ | --------------- |
| złoto   | 14 sierpnia | 2016 | Rio de Janeiro | bieg na 400 m | 43,03 s    | -      | -               |
| 16.     | 2 sierpnia  | 2021 | Tokio          | bieg na 400 m | 45,48 s    | -      | Steven Gardiner |
| 21.     | 7 sierpnia  | 2024 | Paryż          | bieg na 200 m | 20,72 s    | -      | Letsile Tebogo  |

## Mistrzostwa świata
| Miejsce | Dzień       | Rok  | Miejscowość | Konkurencja   | Czas biegu | Strata   | Zwycięzca       |
| ------- | ----------- | ---- | ----------- | ------------- | ---------- | -------- | --------------- |
| 26.     | 11 sierpnia | 2013 | Moskwa      | bieg na 400 m | 46,37 s    | -        | LaShawn Merritt |
| złoto   | 26 sierpnia | 2015 | Pekin       | bieg na 400 m | 43,48 s    | -        | -               |
| złoto   | 8 sierpnia  | 2017 | Londyn      | bieg na 400 m | 43,98 s    | -        | -               |
| srebro  | 10 sierpnia | 2017 | Londyn      | bieg na 200 m | 20,11 s    | + 0,02 s | Ramil Guliyev   |
| 5.      | 22 lipca    | 2022 | Eugene      | bieg na 400 m | 44,97 s    | + 0,68 s | Michael Norman  |
| 7.      | 24 sierpnia | 2023 | Budapeszt   | bieg na 400 m | 45,11 s    | + 0,89 s | Antonio Watson  |

## Mistrzostwa Afryki
| Miejsce | Dzień       | Rok  | Miejscowość | Konkurencja        | Czas biegu | Strata   | Zwycięzca     |
| ------- | ----------- | ---- | ----------- | ------------------ | ---------- | -------- | ------------- |
| srebro  | 12 sierpnia | 2014 | Marrakesz   | bieg na 400 m      | 45,00 s    | + 0,73 s | Isaac Makwala |
| złoto   | 24 czerwca  | 2016 | Durban      | sztafeta 4 x 100 m | 38,84 s    | -        | -             |
| złoto   | 26 czerwca  | 2016 | Durban      | bieg na 200 m      | 20,02 s    | -        | -             |

## Igrzyska Wspólnoty Narodów
| Miejsce | Dzień    | Rok  | Miejscowość | Konkurencja   | Czas biegu | Strata   | Zwycięzca     |
| ------- | -------- | ---- | ----------- | ------------- | ---------- | -------- | ------------- |
| srebro  | 30 lipca | 2014 | Glasgow     | bieg na 400 m | 44,68 s    | + 0,44 s | Kirani James  |
| 13.     | 31 lipca | 2014 | Glasgow     | bieg na 200 m | 20,69 s    | -        | Rasheed Dwyer |

## Rekordy życiowe
- Bieg na 100 metrów – 9,94 (2017)
- Bieg na 200 metrów – 19,84 (2017) rekord RPA
- Bieg na 300 metrów – 30,81 (2017) były najlepszy wynik w historii światowej lekkoatletyki
- Bieg na 400 metrów – 43,03 (2016) rekord świata